# Dishna (rivière)
Pour les articles homonymes, voir Dishna.
La rivière Dishna est un cours d'eau d'Alaska, aux États-Unis située dans la  Région de recensement de Yukon-Koyukuk. C'est un affluent de la   rivière Innoko, elle-même affluent du  fleuve Yukon.

## Description
Longue de 60 milles (97 km), elle coule en direction du nord pour rejoindre la rivière Innoko à   40 milles (64 km) au nord-ouest d'Ophir et à 68 milles (109 km) au nord-ouest de McGrath.
Son nom indien a été référencé comme étant Deetna ou Deet River en 1907 par A.H. Brooks de l'United States Geological Survey. En 1908 son nom a été orthographié Dischna ou Dishna par A.G. Maddren. Le nom actuel a certainement été une déformation due aux prospecteurs qui disaient Dikna.

## Sources
- (en) « Dishna (rivière) », Geographic Names Information System